# SB轟炸機
圖波列夫SB轟炸機，設計代號TsAGI-40、社內代號ANT-40，SB為俄文的快速轟炸機（俄语： - Skorostnoi Bombardirovschik ），汉语译音读作“斯勃”。為蘇聯圖波列夫設計局設計之單翼雙引擎三座轟炸機，問世時其前衛的設計概念震撼國際，也是蘇聯空軍在1941年6月開戰時最主要的對地攻擊機種。

## 研發簡史

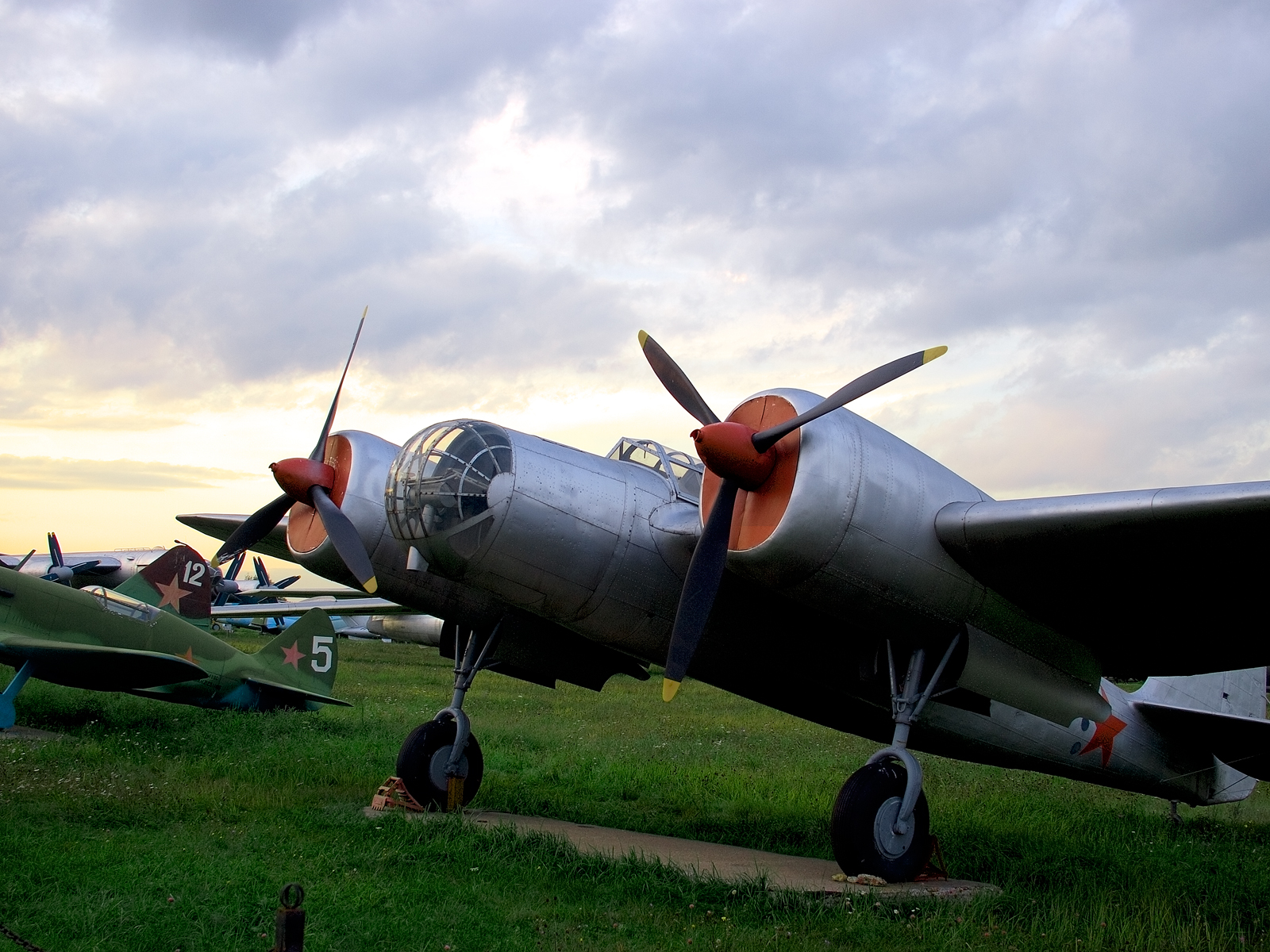
SB-2轟炸機

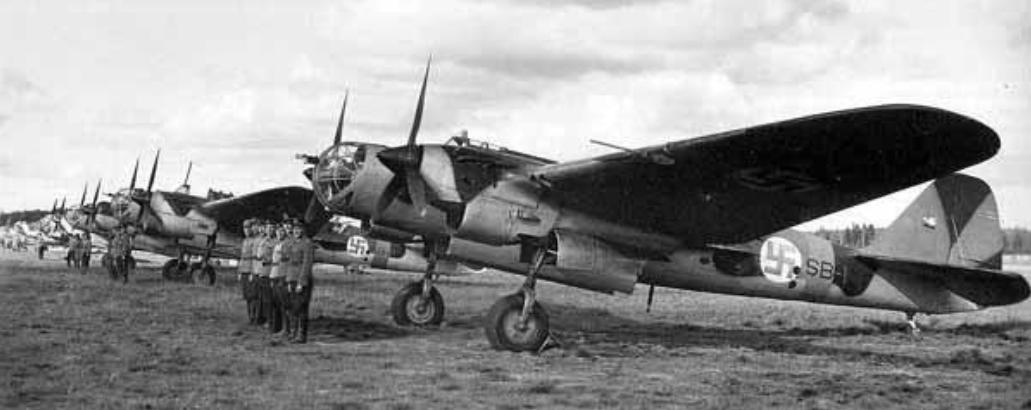
芬蘭空軍的SB-3轟炸機

1933年，蘇聯空軍頒布了新式快速轟炸機技術需求規格大綱；為了研發出必要技術，1934年1月由中央流體力學研究所領軍研製必要的氣動力外型，至於機體則由圖波列夫設計局研發，主設計小組由安德烈·图波列夫的學生亞歷山大˙阿爾漢格爾斯基擔當。阿爾漢格爾斯基提出了兩種機型方案，稱為ANT-40 RTS、ANT-40 IS。ANT-40 RTS運用的動力為美國萊特公司授權的氣冷式9汽缸旋風發動機（R-1820蘇聯版-什韋佐夫M-25發動機），ANT-40 IS則運用自法国授權的希斯潘諾-蘇莎12Y液冷12汽缸發動機，後來這兩種設計原型機更名為ANT40.1、ANT-40.2。ANT40.1在1934年10月7日首飛，ANT-40.2則在1934年12月30日首飛，而使用較大面積主翼的ANT-40.2甫試飛便展現出其優秀性能，當時被認為應該是量產定案的機型。
然而，掌管重工業的蘇聯中央委員格里高利·康斯坦丁諾維奇·奧爾忠尼啟則勘查時，現場人員向他控訴ANT-40.2在設計與後勤上的缺點；待他回到克里姆林宮和史達林報告時，同時與會討論的圖波列夫雖辯稱這些缺點只是微不足道的問題，但史達林直接批示：

（航空无小事，任何问题都是大问题。）
因為如此，雖然ANT-40.2在1935年初就已經表現出優異性能，但通過相關測試已經是1935年末，投入量產則為1936年初；ANT-40.2量產時該機更名為快速轟炸機，由2座工廠製造，一間於莫斯科的第22國營飛機工廠、另一間則於伊爾庫次克之125工廠，SB轟炸機直到1941年才停產。
SB2是苏联第一种全金属机身、硬铝蒙皮整体受力承载结构的飞机。时速为420公里，后来改进型的SB3时速450公里。而当时的战斗机时速不超过400公里。航程为980公里，载弹量为600公斤。关键部位安装装甲板，装备4挺7.62毫米自卫机枪
除了蘇聯國內，1937年蘇聯政府與捷克斯洛伐克政府談判，捷克斯洛伐克以斯柯達1936年型75公厘山炮之技術交換SB-2 M-100A的特許生產授權與少量實機，該機稱為Avia B-71；但是捷克斯洛伐克的機型使用的動力來源並非克里莫夫M-100A發動機，而是由西班牙原廠授權Avia公司製造的希斯潘諾-蘇莎12Ydrs發動機，機首自衛火器也由雙連裝ShKAS機槍調整為捷克國產的單挺ZB-30機槍。

## 實戰
雖然量產初期受到生產工藝問題所擾，但1936年底為止，蘇聯空軍接收約400架的SB轟炸機，組成了24個轟炸機中隊；並且有相當數量的新機援助西班牙，投入該地爆發的內戰。

### 西班牙內戰
共約210架SB轟炸機參加西班牙內戰，用於西班牙共和軍對抗佛朗哥將軍的西班牙國民軍和德意兀鷹軍團；因為SB轟炸機的性能優異，在西班牙服役的SB轟炸機被取名為當時流行的俄文名字：喀秋莎。
實戰中SB轟炸機的高速一度令參戰的CR-32和Bf 109B無法截擊，但1936年10月28日，一架SB被CR-32擊落，5日後又有一架SB被擊落，內戰後仍有18架缴获的SB轟炸機繼續效命於弗朗哥政权的西班牙空軍。

### 抗日戰爭

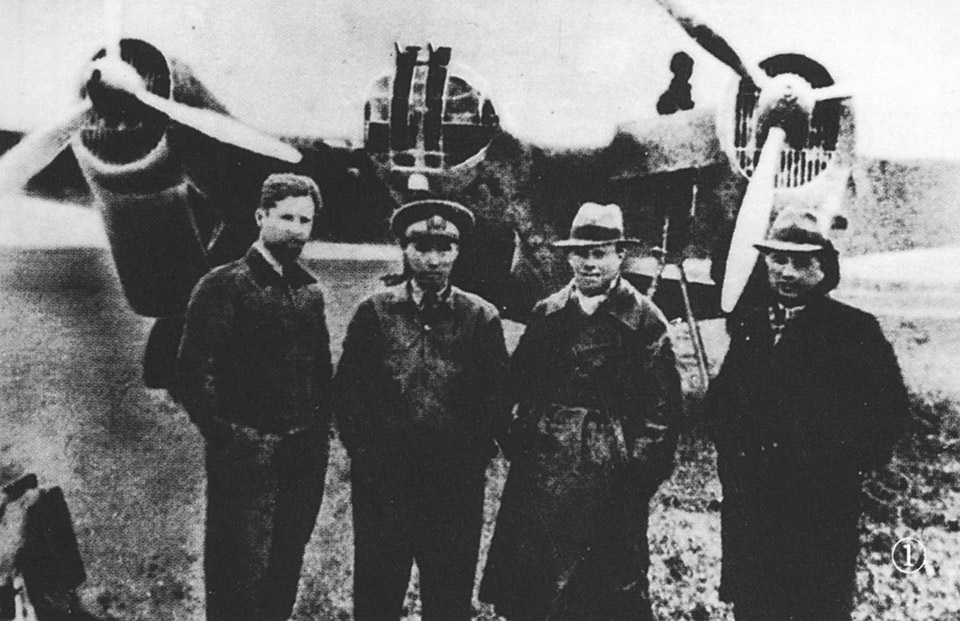
在中國的SB轟炸機和乘員

1937年8月21日，國民政府和蘇聯締結了《中蘇互不侵犯條約》，與該條約同時締結的還有以國內金屬原料抵購的軍火貿易協定及蘇聯航空志願隊来华助战。第一批次採購了62架SB-2M-100轟炸機，由中蘇兩方共同操作。首批援華轟炸機在1937年10月飛赴中國加入作戰。1937年12月，国民革命军空军第一大隊（1936年11月1日成立，李学炎、王育根为首任正副大队长，装备诺斯罗普-伽玛2E轻型轰炸机2个中队共18架），赴蘭州接收SB-2轟炸機，開始國軍運用SB轟炸機之始。
空军一大隊換裝後，1938年起与蘇聯航空志願隊一起出擊蕪湖、杭州和蚌埠等地的日軍目標。1938年2月23日，為紀念蘇聯「祖國保衛者日」（即苏联红军节），中蘇空軍的SB-2轟炸機原計畫一同轟炸日本海军在台灣的據點松山機場。其中苏联志愿航空队的28架SB-2轰炸机由波利宁大尉领队从汉口起飞，以5500米高度直线节油飞行，成功轰炸了停在台北松山机场的40余架日机，該批機隊全部安全返航；一大队自南昌起飞的12架SB轰炸机，則因领航员计算错误，偏离预定航向，最后在福州机场降落加油后返航。徐州會戰期間，SB-2轟炸機隊沿長江和津浦等地轟炸敵軍和敵艦。1938年初，第二批次中苏軍火貿易換約，國府增購約60架SB-2M-100A，該批轟炸機除補充一大隊与蘇聯航空志願隊耗損，也供空军第二大隊換裝。1938年6月二大隊完成換裝，其餘殘機約20餘架。1938年11月各大隊赴蘭州補充。
1939年4月轟炸山西的鐵路和運城機場，5月再炸南昌和奉新之敵，7月開始又去蘭州接收新機。1939年10月3日日軍轟炸機襲擊宜賓機場，機場駐紮的SB-2轟炸機緊急起飛疏散，返航時因天候問題肇致3架SB-2迫降墜毀，二大隊9中隊隊長梅元白上尉等8位飛官、機組員殉職。1940年8架SB-2由蘇聯援華航空隊移交中國空軍，隨即參加棗宜會戰和鄂西會戰。
第三批同時也是最後一批採購了100架SB-2M-103，合約在1941年簽訂，機體在哈密組裝運交。1941年9月該批轟炸機首度執行支援第二次長沙會戰之任務，10月曾夜襲宜昌，11月轟炸在黃河湘北撤退的日軍時遇上8架敵機，中國空軍的SB-3兩架被擊落而4架被擊傷。太平洋戰爭爆發後日軍攻佔中南半島，中國空軍部分戰力移駐昆明。1942年5月開始SB-3轟炸機轟炸怒江沿岸的日軍以防其進犯雲南。1943年夏天，中國空軍的SB-3參與鄂邊會戰，和美製A29一起出擊轟炸宜都和長陽等地的日軍目標。1943年8月開始中國空軍改為接收美製B-25轟炸機，SB-2和SB-3始正式退役。从1937年到1941年，苏联共向中国支援了322架SB轰炸机，其中292架是SB-2。
除了向俄國採購，中華民國空軍曾嘗試參照SB轟炸機設計，研製稱為轟研三式轟炸機之機型。研轟三只完成1架原型機，使用了從SB-2M-103上挪用的克里莫夫M-103發動機，機體結構則運用四川產之杉木替代、機體蒙皮則由竹片和絲綢包覆而成；製造時間從1942年9月起、1944年1月完工。研轟三所有試飛均在成都太平寺機場進行，在第3次試飛降落時起落架折斷、機翼受損，因無修復價值最後決定報廢。

## 基本資料
- 乘員：3人

- 全長：12.57米

- 翼展：20.33米

- 全高：3.6米

SB-2

- 空重：4,280公斤（SB-2）/4,768公斤（SB-3）

- 最重：5,725公斤（SB-2）/7,880公斤（SB-3）

- 最快速度：411公里/小時（SB-2）/450公里/小時（SB-3）

- 航程：980公里（SB-2）/730公里（SB-3）

- 昇限：9,500米（SB-2）/9,300米（SB-3）

- 發動機：2具風冷式M100A發動機（800匹馬力）/水冷式M103發動機（960匹馬力）

- 武裝：4支7.62毫米口徑機槍+600公斤炸彈

## 使用國家
- 苏联
- 中華民國
- 保加利亚
- 西班牙
- 捷克斯洛伐克
- 芬兰
- 德国

## 曾參與的戰爭
- 西班牙內戰
- 冬季戰爭
- 德蘇戰爭
- 諾門罕戰役
- 抗日戰爭

## 外部連結
- 抗戰時期俄援圖波列夫式SB快速轟炸機、仿製之研轟三式轟炸機（页面存档备份，存于）
- 蘇聯志願航空隊轟炸機部隊在中國（1937-1946）（页面存档备份，存于）